# Kenwood Electronics

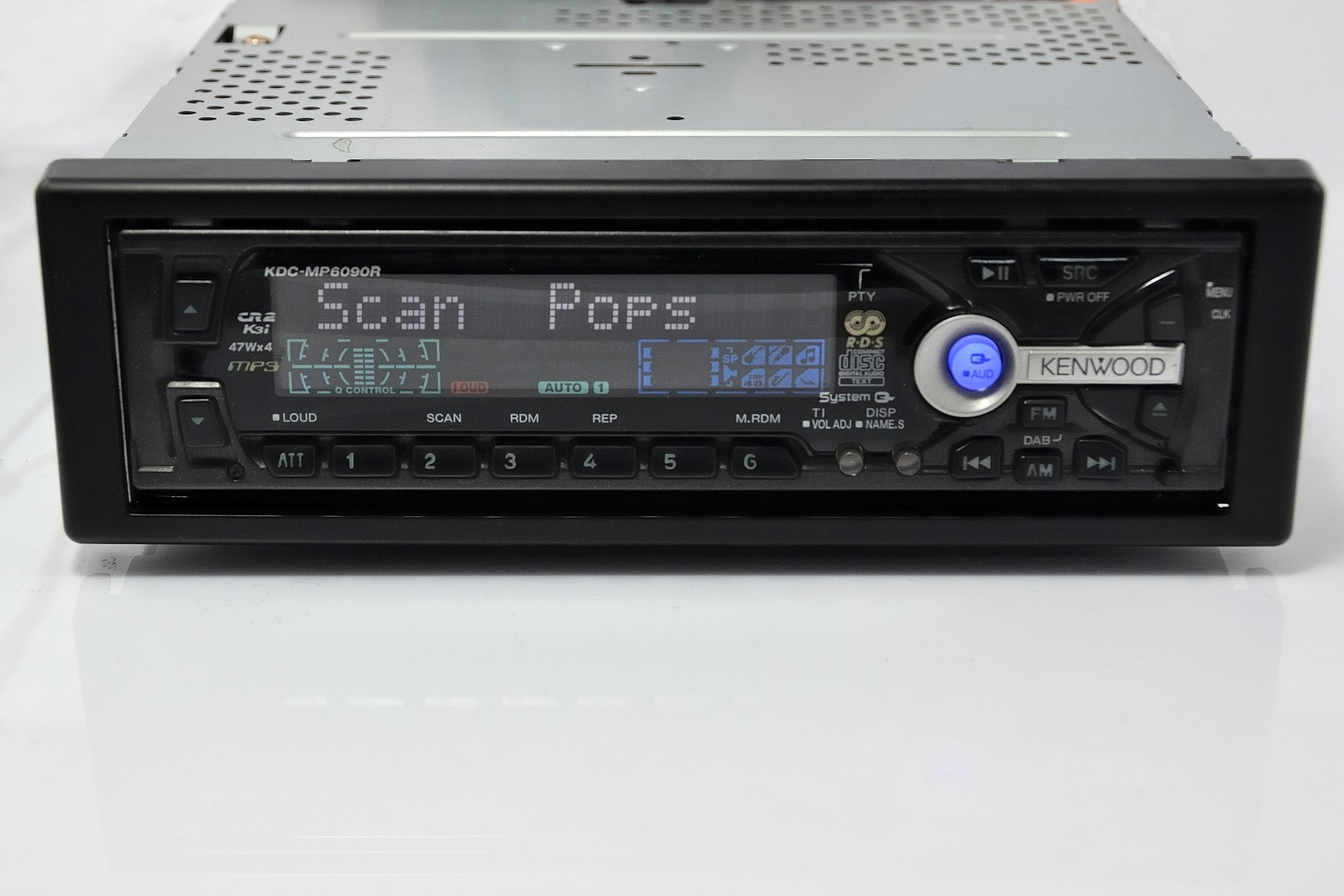
Som automotivo Kenwood.

Kenwood Corporation (株式会社 ケンウッド, Kabushiki-gaisha Ken'uddo) é uma famosa fabricante japonês de rádios, bem como equipamentos Hi-Fidelity e equipamentos de áudio portáteis. Atualmente a empresa se destaca no ramo de fabricação de sistemas de áudio para automóveis bem como sistemas de rádio e comunicação. Atualmente a Kenwood, faz parte de uma fusão com a JVC, denominada JVC Kenwood Holdings.